# レムナル・マドリン
レムナル・マドリン（Lemnaru Mădălin 、1989年3月26日 - ）は、ルーマニアのラグビーユニオン選手。なお日本語では「マドリン・レムナル」と表記されることもある。

## プロフィール
- ルーマニア・ブラショヴ出身[2]。
- ポジションはウィング(WTB)。
- 身長 189cm、体重 95kg
- ルーマニア代表通算キャップ数は32でラグビーワールドカップ2011・ラグビーワールドカップ2015のルーマニア代表に選ばれた[3]。

## 略歴
CSAステアウア・ブクレシュティ、ブカレスト・ウルブズを経て、2013年、ティミショアラ・サラセンズに加入。